# Hydro Thunder
Hydro Thunder és un videojoc de curses amb llanxes molt ràpides, primer es va llançar per arcade i després per Sega Dreamcast el novembre del 1999. També va ser llançat per PlayStation i Nintendo 64 a començaments de l'any 2000. Aquest videojoc és part de la saga de Midway 'Thunder' de videojocs de curses, que inclou Offroad Thunder, 4 Wheel Thunder i Arctic Thunder.

## Jugabilitat
Hydro Thunder consisteix a competir amb vaixells d'última generació molt ràpides en entorns del pols antàrtics i post-apocalíptics, d'una versió de Nova York.

## Vaixells
De vaixells hi ha quatre tipus: fàcils, mitjans i difícils, tot i que hi ha l'afegiment de vaixells extra.

### Vaixells fàcils
- Damn the Torpedoes
- Midway
- Miss Behave

### Vaixells mitjans
- Banshee
- Tidal Blade
- Thresher

### Vaixells difícils
- Cut Throat
- Rad Hazard
- Razor Back

### Vaixells extra
- Tinytanic
- Armed Responce
- Blow Fish
- Chumdinger

## Pistes
De pistes hi ha quatre tipus: fàcils, mitjans i difícils, tot i que hi ha l'afegiment de pistes extra.

### Pistes fàcils
- Thunder Park
- Lost Island
- Arctic Circle

### Pistes mitjans
- Greek Isles
- Lake Powell
- The Far East

### Pistes difícils
- Ship Graveyard
- Venice Canals
- New York Disaster

### Pistes extra
- Hydro Speedway
- CATACOMB
- Castle Von Dandy
- Nile Adventure

## Diferències entre versions
Després del llançament de l'Hydro Thunder per la màquina recreativa, l'Hydro Thunder va ser portat a consoles domèstiques. La versió per la Nintendo 64 va ser l'única versió de l'Hydro Thunder que contenia el mode de joc de multijugador de 4 persones alhora. La versió per Playstation es va afegir un mode carrera que no es podia trobar en les altres versions. La versió per la Dreamcast era el videojoc que contenia els millors gràfics que les altres versions. La versió per la Dreamcast hi incloïa Midway Arcade Treasures 3, una compilació d'uns quants videojocs de curses de Midway.